# Receptor (biochimie)
Pentru alte utilizări ale numelui Receptor, vezi Receptor.
1. Liganzi, aflați în afara celulei
2. Liganzii se leagă de receptorii proteici, în funcție de afinitate.
3. Receptorul trimite un mesaj intracelular ca urmare a legării ligandului.

Receptorii membranari:

Receptorii sunt complexe de macromolecule reformate, specifice. Specificitatea este în raport de agoniștii endogeni fiziologici, specifici pentru fiecare receptori, numiți mediatori chimici.
| \| M + R → MR → Efect + MR \| | Interacția medicament (M) – farmacoreceptor (R) are loc cu formarea complexului (MR) și cu apariția efectului biologic (E) al medicamentului. |
| M + R → MR → Efect + MR       | |

Receptorii recunosc specific semnalul chimic reprezentat de anumite molecule, fapt care se datorește existenței pe suprafața receptorului a unui situs de legare, complementar chimic, electric și/sau spațial cu molecula medicamentoasă sau endogenă. 
Complexul MR se realizează prin stabilirea unor legături labile, cum ar fi: legături ionice, punți de hidrogen, forțe Van der Waals. Acest cuplu MR va iniția odată format, reacții enzimatice secvențiale în cascada, explicindu-se astfel consecințele funcționale  majore ale unor cantități foarte mici de substanță. Receptorii chimici au fost numit farmacoreceptorii, deoarece medicamentele se comporta ca agoniști sau antagoniști specifici.

## Factorii care influențează receptorii
- Sinteza receptorilor, degradarea lor - aceste 2 fenomene influențează numărul de receptori din organism
- Biosinteza în corpul celular
- Transportul și stocarea membranară
- Externalizarea  (încorporarea în membrană)
- Degradarea  (acestea influențează metabolismul)

## Numărul si funcționalitatea receptorilor

### Concentrația agoniștilor și ionilor
Concentrația, în funcție de concentrația mai mare sau mai mică, ionii pot influența reglarea și capacitatea de legare a receptorilor. Ionul de  sodiu influențează în mod normal capacitatea de legare a receptorilor opiozi și dopaminergici, creșterea  Na+ duce la creșterea afinității pentru agoniști, iar scăderea Na+ pentru agoniști. Agoniștii și antagoniștii reglează capacitatea de reglare, însă pot influența și numărul și funcționalitatea receptorilor apți pentru legare.
Astfel apar 2 fenomene:

### Fenomenul DOWN
Fenomenul DOWN (down regulation) apare ca o măsură de apărare  a organismului în  prezența unui agonist în exces, exces care duce la o suprastimulare a receptorului.
Fenomenul "DOWN" se reglează prin:
- creșterea degradării R
- desensibilizarea R
- internalizarea R

### Fenomenul UP
Fenomenul UP (up regulation) apare în situația de reducere a stimulării receptorului, fenomen care are loc în cazurile: absenței unui agonist sau ca urmare a blocării receptorului de către un antagonist
Mecanismele  prin  care se reglează acest fenomen sunt: 
- Scăderea degradării receptorului, (prin retragerea receptorului în citoplasmă)
- Sensibilizarea receptorului (prin creșterea numărului de receptori la suprafața membranei).

## Efecte clinice
Aceste mecanisme au efecte clinice de mare importanță:
- Toleranța- diminuarea efectului terapeutic, mai ales după un tratament abuziv
- Efectul rebound - apare la întreruperea brusca a unui tratament cu medicamente antagoniste:     propranolol (beta adrenolitic, efect- agravarea anginei pectorale)  ranitidină, famotidină, nizatidină (antihistaminice H2 efect- agravarea ulcerului  gastroduodenal)
- Sindromul de abstinență - se manifesta prin simptome opuse efectelor terapeutice ale medicamentelor apare la întreruperea bruscă a unui tratament îndelungat, datorita sensibilizării receptorilor din transmisia sinaptica activatoare: întreruperea morfinomimeticelor la toxicomani.

## Factori patologici
- Boli autoimune : miastenia gravis, diabet insulino-dependent, boala Grave
- Boli ereditare: hipercolesterolemia ereditară, feminizarea fătului masculin, endocrinopatii.